# Perla ione
Perla ione är en bäcksländeart som beskrevs av James George Needham 1909. Perla ione ingår i släktet Perla och familjen jättebäcksländor. Inga underarter finns listade i Catalogue of Life.